# Peder Fredricson
Peder Fredricson (30 gennaio 1972) è un cavaliere svedese.

## Palmarès

### Giochi olimpici
- 4 medaglie:
  - 1 oro (salto ostacoli a squadre a Tokyo 2020)
  - 3 argenti (salto ostacoli a squadre a Atene 2004; salto ostacoli individuale a Rio de Janeiro 2016; salto ostacoli individuale a Tokyo 2020)

### Europei
- 2 medaglie:
  - 1 oro (Göteborg 2017 nel salto ostacoli individuale)
  - 1 argento (Göteborg 2017 nel salto ostacoli a squadre)